# Mobileye
Mobileye är ett israeliskt dotterbolag till Intel som utvecklar självkörande bilar och avancerade förarassistanssystem (ADAS). Mobileye huvudkontor och huvudforsknings- och utvecklingscenter ligger i Jerusalem under företagsnamnet Mobileye Vision Technology Ltd. Mobileye tecknade långsiktigt avtal med bland annat Volkswagen, Audi, BMW, Volvo Geely, GM, och Nissan för avancerade förarassistanssystem.
I mars 2017 köptes företaget upp av Intel för cirka 15,3 miljarder dollar.